# Miloš Cvetković
Miloš Cvetković (in serbo Mилош Цветковић?; Belgrado, 6 gennaio 1990) è un calciatore serbo, difensore del Čukarički.

## Caratteristiche tecniche
È un terzino destro.

## Carriera

### Club
Dal 2015 al gennaio del 2017 ha militato nella Stella Rossa, con cui ha anche esordito nelle coppe europee. Complessivamente con il club della capitale ha collezionato 33 presenze andando a segno in una sola occasione (nella sconfitta per 2-1 contro il Novi Pazar).

### Nazionale
Ha giocato nella nazionale serba Under-19.

## Palmarès
- Srpska liga Beograd: 1

Zemun: 2008-2009
- Campionato serbo: 1

Stella Rossa: 2015-2016